# Åse Michaelsen

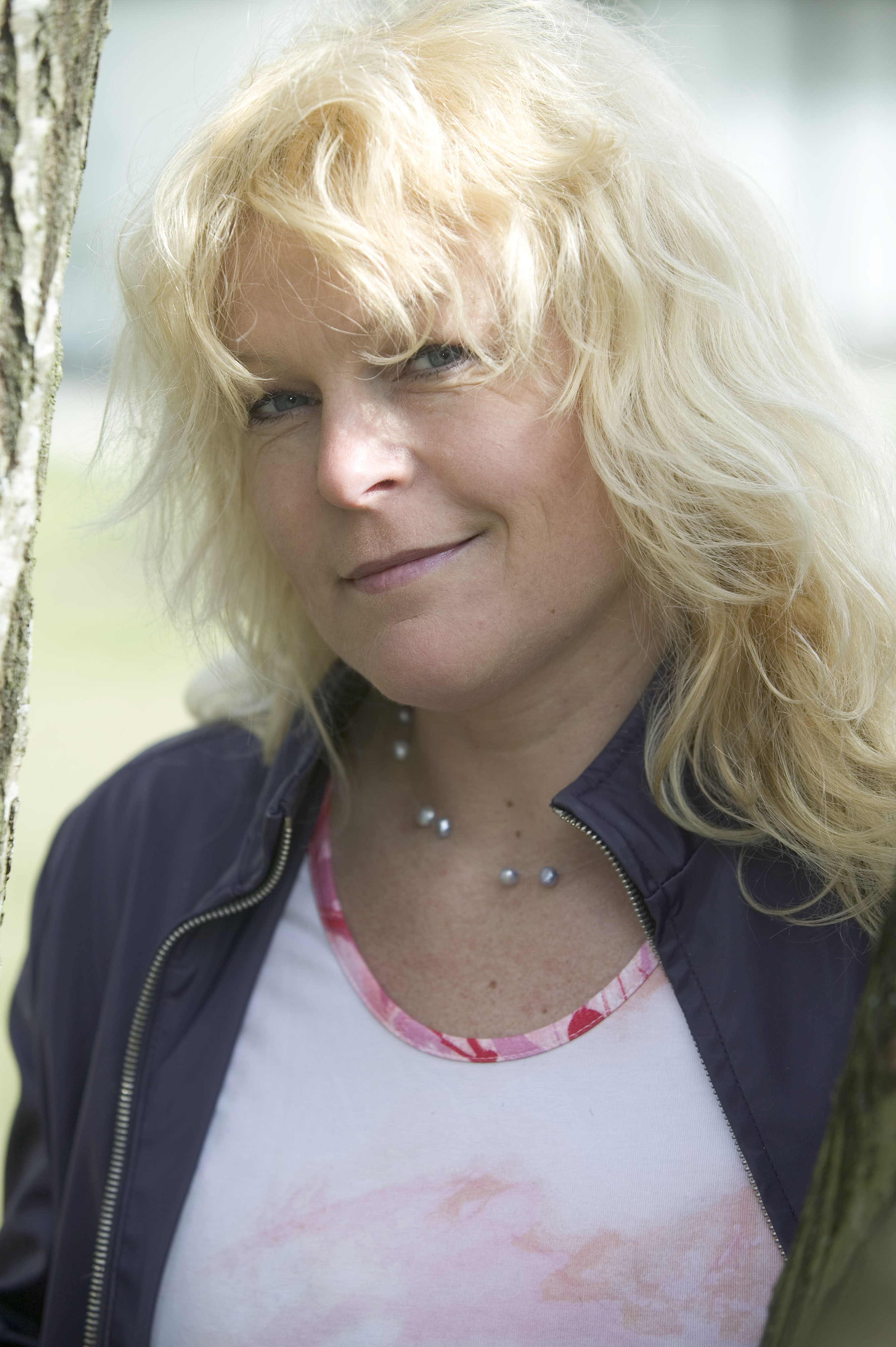
Åse Michaelsen (2009)

Åse Michaelsen (* 4. Juni 1960 in Mandal) ist eine norwegische Politikerin der Fortschrittspartei (FrP). Zwischen 2005 und 2017 war sie Abgeordnete im Storting. Von Januar 2018 bis Mai 2019 hatte sie das Amt der Ministerin für Senioren und Volksgesundheit inne.

## Leben
Michaelsen arbeitete von 1981 bis 1982 in einem Architekturbüro in Datteln. Von 1984 bis 1990 war sie für Scandinavian Airlines (SAS) in Düsseldorf tätig, bis 2000 in Kristiansand und ab 2000 am Flughafen Oslo-Gardermoen.
Zwischen 1995 und 2011 war Michaelsen Mitglied im Kommunalparlament der damaligen Gemeinde Mandal. In der Zeit zwischen 1998 und 2005 war sie Teil des Parteivorstands der FrP. Bei der Parlamentswahl 2005 zog sie erstmals ins norwegische Nationalparlament Storting ein. Dort vertrat sie den Wahlkreis Vest-Agder und sie wurde Mitglied im Kirchen-, Bildungs- und Forschungsausschuss. Im Anschluss an die Wahl 2009 wechselte Michaelsen in den Justizausschuss, nach der Stortingswahl 2013 ging sie in den Transport- und Kommunikationsausschuss über. Bei der Wahl 2017 kandidierte sie nicht erneut für einen Sitz im Storting. Michaelsen war von 2005 bis 2009 sowie erneut von 2013 bis 2017 Mitglied im Fraktionsvorstand der FrP.
Am 17. Januar 2018 wurde Michaelsen zur Ministerin für Senioren und Volksgesundheit ernannt. Dieses Amt war zuvor neu geschaffen worden und wurde neben dem Amt des Gesundheitsministers im Gesundheits- und Fürsorgeministerium, dem Helse- og omsorgsdepartementet, angesiedelt. Am 3. Mai 2019 übergab sie ihren Posten an ihre Parteikollegin Sylvi Listhaug, die als Mitglied des Parteivorstands auf Wunsch der Partei in die Regierung zurückkehren sollte.